# Vlag van Veenendaal

De vlag van de gemeente Veenendaal

De vlag van Veenendaal is op 8 mei 1980 door de gemeenteraad van de Nederlandse gemeente Veenendaal officieel vastgesteld. De vlag wordt als volgt omschreven:
Vijf horizontale banen in, van boven naar beneden, de opeenvolgende kleuren zwart-geel-blauw-geel-zwart, met een hoogteverhouding 1:3:3:3:1 en waarvan de eerste en vijfde baan verbreed zwaluwstaartig gekanteeld zijn.
Het ontwerp was van de Stichting voor Banistiek en Heraldiek. In de vlag staan de kleuren en patronen symbool voor zaken die de hedendaagse gemeente Veenendaal gevormd hebben. De blauwe baan staat symbool voor de Bisschop Davidsgrift. Daaromheen liggen de twee voormalige dorpen Stichts en Gelders Veenendaal. Deze twee banen staan ook symbool voor de welvaart van de gemeente. Deze kleuren komen eveneens voor in het gemeentewapen. De zwarte banen verwijzen naar de vroegere turfstekervelden, het zwart symboliseert de veengrond en komt uitsluitend in de vlag voor.

## Eerdere vlag

Oude vlag van Veenendaal (niet-officieel)

Sierksma beschrijft in 1962 een niet-officiële vlag als volgt: 
Twee evenhoge banen van geel en blauw.
De kleuren zijn ontleend aan het gemeentewapen.

## Verwante afbeelding

Het wapen van Veenendaal

Amersfoort 
· Baarn 
· Bunnik 
· Bunschoten 
· De Bilt 
· De Ronde Venen 
· Eemnes 
· Houten 
· IJsselstein 
· Leusden 
· Lopik 
· Montfoort 
· Nieuwegein 
· Oudewater 
· Renswoude 
· Rhenen 
· Soest 
· Stichtse Vecht 
· Utrecht  
· Utrechtse Heuvelrug 
· Veenendaal 
· Vijfheerenlanden 
· Wijk bij Duurstede 
· Woerden 
· Woudenberg 
· Zeist